# Tethionea waigeonea
Tethionea waigeonea là một loài bọ cánh cứng trong họ Cerambycidae.